# Trachy (gromada)
Trachy – dawna gromada, czyli najmniejsza jednostka podziału terytorialnego Polskiej Rzeczypospolitej Ludowej w latach 1954–1972.
Gromady, z gromadzkimi radami narodowymi (GRN) jako organami władzy najniższego stopnia na wsi, funkcjonowały od reformy reorganizującej administrację wiejską przeprowadzonej jesienią 1954 do momentu ich zniesienia z dniem 1 stycznia 1973, tym samym wypierając organizację gminną w latach 1954–1972.
Gromadę Trachy z siedzibą GRN w Trachach utworzono – jako jedną z 8759 gromad na obszarze Polski – w powiecie gliwickim w woj. stalinogrodzkim, na mocy uchwały nr 18/54 WRN w Stalinogrodzie z dnia 5 października 1954. W skład jednostki weszły obszary dotychczasowych gromad Tworóg Mały i Trachy (z wyłączeniem terenów wchodzących w skład gromady Sośnicowice) ze zniesionej gminy Sośnicowice w powiecie gliwickim w woj. stalinogrodzkim, oraz obszar dotychczasowej gromady Bargłówka (wraz z przysiółkiem Biały Dwór) ze zniesionej gminy Rudy w powiecie raciborskim w woj. opolskim. Dla gromady ustalono 16 członków gromadzkiej rady narodowej.
29 lutego 1956 z gromady Trachy wyłączono przysiółek Biały Dwór, włączając go do gromady Rudy w powiecie raciborskim w woj. opolskim.
20 grudnia 1956 województwo stalinogrodzkie przemianowano (z powrotem) na katowickie.
31 grudnia 1961 gromadę zniesiono, a jej obszar włączono do gromady Sośnicowice w tymże powiecie.